# Prefectura de Basse-Kotto
Basse-Kotto (francés: «Baja Kotto») es una de las 14 prefecturas de la República Centroafricana. Está situada en el centro-sur del país, junto con la República Democrática del Congo. Su capital es Mobaye. Linda con las prefecturas de Haute-Kotto al norte, Mbomou al este, y con Ouaka al oeste y norte.
- Datos: Q810484